# Glockenwanderweg
Der erste deutsche Glockenwanderweg ist ein etwa 22 km langer Rundwanderweg im sächsischen Erzgebirgskreis. Er wurde am 18. April 2015 eingeweiht. Der Glockenwanderweg führt durch die Orte Deutschneudorf, Brüderwiese, Deutscheinsiedel, Seiffen, Oberseiffenbach, Oberlochmühle und Deutschkatharinenberg. Namensgeber für den Wanderweg sind die 16 Stationen des Weges, der an verschiedenen Glocken vorbeiführt. Die den Glocken einst und heute zugedachten Eigenschaften sind dabei unterschiedlich. Der Wanderer begegnet auf dem Rundweg Gebets-, Ewigkeits- und Taufglocken sowie der Schul-, Feuer-, Stunden-, Porzellan-, Kunst- und Häuerglocke. Einige Glocken hat man dazu am Rande des Weges in individuellen und extra errichteten Glockenstühlen aufgehängt.

## Geschichte und Wissenswertes
Grund für die Entstehung des Glockenwanderweges war die Frage, was mit den alten Glocken der Deutschneudorfer Kirche geschehen soll, nachdem dort im Jahre 2012 ein neues Glockengeläut eingebaut wurde. Die alten Glocken aus Gussstahl wurden 1869 in Bochum gegossen. Man entschied sich, die Glocken am Rande eines Wanderweges in neu errichteten Glockenstühlen aufzuhängen und einen Rundweg mit mehreren Stationen entstehen zu lassen. Dabei wurden drei Glockenstühle von Designstudenten der TU Dresden entworfen. Alle errichteten Glockenstühle haben dabei einen Bezug zur Geschichte der sächsischen Grenzregion Erzgebirge. Der Glockenwanderweg mit seinen heutigen 16 Stationen und 4 zusätzlichen Infotafeln thematisiert außerdem den Abbau von Kupfer und Zinn in der Region, die wesentliche Bestandteile von Bronzeglocken sind.

## Stationen
| nr | Station                                                | Ort                   | Lage                         | Bild | Bemerkung                                                      |
| -- | ------------------------------------------------------ | --------------------- | ---------------------------- | ---- | -------------------------------------------------------------- |
| 1  | Glockengeläut der Kirche Deutschneudorf                | Deutschneudorf        | 50° 36′ 15″ N, 13° 27′ 46″ O |      |                                                                |
| 2  | Feuerglocke, altes Spritzenhaus                        | Deutschneudorf        | 50° 36′ 17″ N, 13° 27′ 47″ O |      |                                                                |
| 3  | Alte Taufglocke, Deutschneudorf                        | Deutschneudorf        | 50° 36′ 36″ N, 13° 27′ 45″ O |      |                                                                |
| 4  | Alte Gebetsglocke, Brüderwiese                         | Brüderwiese           | 50° 37′ 17″ N, 13° 28′ 41″ O |      |                                                                |
| 5  | Glockengeläut der Auferstehungskirche Deutscheinsiedel | Deutscheinsiedel      | 50° 37′ 54″ N, 13° 29′ 37″ O |      |                                                                |
| 6  | Klingendes Spielzeug, Freilichtmuseum Seiffen          | Seiffen               | 50° 38′ 21″ N, 13° 28′ 46″ O |      | Erzgebirgisches Freilichtmuseum Seiffen                        |
| 7  | Glockengeläut der Bergkirche Seiffen                   | Seiffen               | 50° 38′ 50″ N, 13° 27′ 6″ O  |      | Bergkirche Seiffen                                             |
| 8  | Zimbelstern an der Orgel der Bergkirche Seiffen        | Seiffen               | 50° 38′ 50″ N, 13° 27′ 6″ O  |      | Zimbelstern                                                    |
| 9  | Pinge "Geyerin", Zeuge des Zinnbergbaus in Seiffen     | Seiffen               | 50° 38′ 47″ N, 13° 27′ 15″ O |      | Freilichtbühne ist auch Station des Historischen Bergbausteigs |
| 10 | Schulglocke, Oberseiffenbach                           | Oberseiffenbach       | 50° 38′ 0″ N, 13° 27′ 12″ O/ |      | Friedhof Oberseiffenbach                                       |
| 11 | Kapelle am Weg, Oberlochmühle                          | Oberlochmühle         | 50° 37′ 12″ N, 13° 25′ 27″ O |      |                                                                |
| 12 | Glocke aus Meißner Porzellan                           | Oberlochmühle         | 50° 37′ 6″ N, 13° 25′ 30″ O  |      |                                                                |
| 13 | Alte Ewigkeitsglocke                                   | Deutschkatharinenberg | 50° 36′ 48″ N, 13° 26′ 8″ O  |      |                                                                |
| 14 | Häuerglocke                                            | Deutschkatharinenberg | 50° 36′ 44″ N, 13° 26′ 21″ O |      | Huthaus Fortunastolln (Abenteuer Bergwerk Bernsteinzimmer)     |
| 15 | Kunstglocke, Schachtkaue Beyer                         | Deutschkatharinenberg |                              |      |                                                                |
| 16 | Stundenglocke, Anton-Günther-Stein                     | Deutschneudorf        | 50° 36′ 28″ N, 13° 27′ 26″ O |      | Stundenglocke Anton-Günther-Stein                              |